# Hesnaoua
Pour l’article homonyme, voir Hasnaoua (homonymie).
Ne doit pas être confondu avec Hasnaoua.
Hasnaoua (en kabyle : Iḥesnawen/At Ḥesnaw, en tifinagh : 
ⵉⵃⴻⵙⵏⴰⵡⴻⵏ, en arabe : حسناوة) est un village de la grande Kabylie situé à 10 km au sud-est de la commune de Tizi Ouzou, dans la Wilaya de Tizi Ouzou, en Algérie.

## Localisation
Le village de Hesnaoua se situe au centre de la Wilaya de Tizi Ouzou.
| Tizi Ouzou   | Tizi Ouzou   | Tizi Ouzou    |
| Bouhinoune   | Hasnaoua     | Thala Bounane |
| Aït Ouanèche | Aït Ouanèche | Béni Aïssi    |

## Géologie
La montagne de Hesnaoua présente une intéressante constitution géologique.
Au-dessous de Hesnaoua, le granit éruptif forme des pitons.
Au-dessus des poudingues, on retrouve les schistes cristallins qui forment la montagne de Hesnaoua.

## Histoire
Le douar de Hesnaoua compte plusieurs villages et fait partie de la commune de Tizi Ouzou.
Il se trouve à l'est du douar de Bouhinoune.
Hesnaoua a donné comme martyrs beaucoup de ses enfants durant la guerre de libération nationale algérienne.
Le village de Hesnaoua était administré par une djemaa qui est une structure administrative coutumière ancestrale en Kabylie.

### Djemaa du 14 juin 1925
|     | Nom | Prénom | Fonction     |
| 1er |     |        | Propriétaire |
| 2e  |     |        | Propriétaire |
| 3e  |     |        | Propriétaire |
| 4e  |     |        | Propriétaire |
| 5e  |     |        | Propriétaire |
| 6e  |     |        | Propriétaire |
| 7e  |     |        | Propriétaire |
| 8e  |     |        | Propriétaire |
| 9e  |     |        | Propriétaire |
| 10e |     |        | Propriétaire |